# افسانه طاعون: اینسنس
افسانه طاعون: اینسنس (به انگلیسی: A Plague Tale: Innocence) یک بازی ویدئویی در سبک اکشن-ماجراجویی و مخفی‌کاری است که آن را استودیوی آسوبو ساخته و فوکوس هوم اینتراکتیو منتشر کرده‌است. این بازی در ۱۴ مه ۲۰۱۹، برای ویندوز، پلی‌استیشن ۴ و ایکس‌باکس وان منتشر شد. نسخهٔ پلی‌استیشن ۵ و ایکس‌باکس سریِ اکس/اسِ این عنوان نیز در ژوئیهٔ ۲۰۲۱، در کنار نسخهٔ ابر-بنیادِ نینتندو سوئیچ و همچنین سرویسِ استریمینگِ آمازون لونا عرضه شد.
رخدادهای افسانه طاعون: اینسنس در سدهٔ ۱۴ میلادی و در ناحیهٔ آکیتِنِ فرانسه طی دوران جنگ صدساله اتفاق می‌افتد، بازی دربارهٔ مصیبتِ آمیسیا دِ رون و برادرِ بیمارش هوگو می‌باشد که در حالِ گریختن از سربازانِ تفتیشِ عقایدِ فرانسه، و دسته‌های موش‌های شیوع‌دهندهٔ طاعونِ سیاه هستند. بازیکن آمیسیا را کنترل می‌کند؛ به یاریِ ترکیبی از عناصر مخفی‌کاری و ابزارهایی محدود برای پنهان‌شدن، پرت‌کردنِ حواس یا ضربه‌فنی سربازان، فرار از دسته‌های موش‌ها، و حل معمّا با ترکیبی از عناصر بازی‌های ترس و بقا.
بازی رویِ‌هم‌رفته با واکنش‌های مثبتی از سوی منتقدان همراه بود. دنبالهٔ این بازی تحت عنوان افسانه طاعون: ریکوایم در ۱۸ اکتبرِ ۲۰۲۲ برای ویندوز، نینتِندو سوئیچ، پلی‌استیشن ۵، و ایکس‌باکس سریِ اکس/اس منتشر شد، که نسخهٔ سوئیچ بر پایه بازی ابری می‌باشد.

## روند بازی
در افسانه طاعون: اینسنس، بازیکن کنترلِ آمیسیا دِ رون را از زاویه‌دیدِ سوم‌شخص بر عهده می‌گیرد. در طولِ بیشترِ بازی، بازیکنان باید برای پرهیز از روبه‌رویی با دشمن، مخفی‌کاری کنند، چون اگر دشمنان آمیسیا را بگیرند وِی را بی‌درنگ می‌کُشند. آمیسیا قلّاب‌سنگی دارد که می‌تواند با پرتابِ سنگ زنجیرها بشکند، حواس‌ها را پرت کند، یا نگهبان‌ها را مدّتی گیج کند تا موش‌ها بدیشان شبیخون بزنند؛ همچنین اگر سرِ دشمنان بی‌حفاظ باشد، او می‌تواند با شلیک به سرشان آن‌ها بکشد.
این بازی از مجموعه‌ای معمّا برای زنده‌ماندن تشکیل شده‌است، که اغلب شاملِ روش‌هایی برای ترساندن یا انحراف انبوهی از موش‌های گرسنه برای دست‌یابی به مناطقِ جدید یا منحرف‌کردنشان به سوی دشمنان است. شیوهٔ اصلی راندنِ موش‌ها استفاده از آتش است، چراکه موش‌ها به‌ندرت وارد پرتوِ نور مشعل و آتشدان‌ها می‌شوند. آمیسیا می‌تواند مهمّات و تدارکاتِ ویژه‌ای را بسازد، که شاملِ سنگ‌های آتش‌افروزِ گوگردی است که آتشدان‌ها را روشن می‌کند، بمب‌های بودار که موش‌ها را جذب می‌کند، یا آتش‌خاموش‌کن‌هایی که آتشِ مشعل‌های دشمنان را می‌نشانند. زمانی که آمیسیا سرگرمِ کار است، برادر کوچک‌تر می‌تواند برای انجام وظایفِ خاصی هدایت شود، و نیز می‌تواند به جاهای خاصی دست یابد که خواهرش نمی‌تواند. هرچند این کار خطرناک است، چون هوگو اگر تنها شود وحشت کرده، و می‌تواند توجّه‌های نامطلوب را جلب کند. بازیکن بعدها در بازی می‌تواند کنترلِ هوگو را هم بر عهده گیرد که نمی‌تواند چیزی بسازد امّا می‌تواند موش‌ها را کنترل کرده و به فضاهای کوچک سرک بکشد.